# یوگنی مینایف
یوگنی مینایف (روسی: Евгений Гаврилович Минаев؛ ۲۱ مه ۱۹۳۳ – ۸ دسامبر ۱۹۹۳) وزنه‌بردار اهل اتحاد جماهیر شوروی سوسیالیستی بود.
وی در مسابقات کشوری و بین‌المللی در مجموع برندهٔ ۳ مدال طلا، ۳ مدال نقره شده‌است.